# Chia (cryptovaluta)
Chia (XCH) is een cryptovaluta die ontwikkeld is door Bram Cohen, die het BitTorrentprotocol heeft ontworpen. Sinds 3 mei 2021 zijn transacties mogelijk.

## Functie
Chia is bedoeld om de verspilling van energie te voorkomen die betrokken is bij op proof-of-work gebaseerde cryptovaluta zoals Bitcoin. De cryptomunt is dan ook gepresenteerd als het ecologische alternatief voor de Bitcoin.

## Mijnen
Chia kan gemijnd worden door 'plots' binnen te halen. Deze plots, doorgaans bestanden van rond de 100 gigabytes, kunnen daarna gedeeld worden, wat 'farming' genoemd noemt.
Op elke gedeelde plot kan een prijs vallen.

## Kritiek
Aangezien mijnen doorgaans op SSD-schijven plaatsvindt, is er veel kritiek gekomen op Chia. De levensduur van een SSD wordt namelijk aanzienlijk verkort, volgens de critici.
Volgens New Scientist kan de Chia zelfs leiden tot een tekort aan vaste schijven.